# Jordan Airways
Jordan Airways war eine jordanische Fluggesellschaft mit Sitz in Amman und Basis auf dem dortigen Flughafen Marka. Das Unternehmen hat seinen Betrieb im Dezember 1963 eingestellt.

## Geschichte
Die Linienfluggesellschaft Jordan Airways wurde am 1. September 1961 in Amman gegründet. An dem Unternehmen waren der Staat Jordanien zu 35 % und die libanesische Middle East Airlines (MEA) zu 25 % beteiligt, die restlichen Anteile hielten Privatinvestoren. Parallel zur Gründung entzog die jordanische Regierung allen anderen Fluggesellschaften des Landes das Betreiberzeugnis. Hiervon betroffen waren die 1950 gegründete Air Jordan und die 1954 gegründete Jordan International Airlines, die beide den Betrieb zum 13. September 1961 einstellen mussten.
Jordan Airways nahm ihren Flugbetrieb am 29. September 1961 mit einer von MEA geleasten Douglas DC-3/C-47 auf. Einen Tag später erhielt die Gesellschaft die erste geleaste Vickers 754D Viscount von MEA, eine zweite Viscount folgte am 7. Oktober 1961. Im Mai 1962 umfasste das von Amman ausgehende Liniennetz der Jordan Airways die Zielorte Beirut, Damaskus, Doha, Dschidda, Jerusalem (damals zu Jordanien gehörend), Kairo und Kuwait.
Im Jahr 1963 beschloss König Hussein, die Kooperation mit MEA zu beenden und stattdessen eine neue jordanische Fluggesellschaft zu gründen. Hieraus ging am 9. Dezember 1963 die Alia Royal Jordanian Airlines hervor, die ihren Flugbetrieb am 15. Dezember 1963 eröffnete und dabei das Streckennetz sowie die zwei geleasten Vickers Viscount der Jordan Airways übernahm.

## Flotte
Jordan Airways setzte im Lauf ihres Bestehens folgende Flugzeuge ein:
- Douglas DC-3 (Luftfahrzeugkennzeichen JY-ACJ)
- Vickers 754D Viscount (JY-ACI und JY-ACK)